# 'O tiempo 'e Maria/Tutta pe' mme
'O tiempo 'e Maria/Tutta pe' mme è l'ottantaquattresimo singolo 45 giri di Peppino di Capri.

## Il singolo
Il 45 giri fu pubblicato poco dopo che il cantante campano aveva presentato, insieme a Lello Caravaglios che ne era il coautore, il brano del lato A al Festival di Napoli 1967 che fu però eliminato dalla giuria in seconda serata. La canzone nei cori rievoca la celebre ballata partenopea Maria Mari.
Il brano sul lato B e una rielaborazione ballabile della canzone classica scritta da Lama e Fiore nel 1930. Quest'ultima verrà reincisa dal cantautore nel 2003 con un arrangiamento molto più melodico nel CD Napoli ieri - Napoli oggi, Vol. 5.
La copertina raffigura un primo piano di Di Capri. Questo disco non ottenne alcun successo commerciale. Entrambi i brani non furono in seguito inclusi in alcun album del cantante.

## Tracce
LATO A
- O tiempo 'e Maria (testo di Marcello Zanfagna, musica di Lello Caravaglios)

LATO B
- Tutta 'pe mme (musica di Gaetano Lama, testo di Francesco Fiore)

## Formazione
- Peppino di Capri - voce, pianoforte
- Mario Cenci - chitarra, cori
- Pino Amenta - basso, cori
- Ettore Falconieri - batteria, percussioni
- Gabriele Varano - sax, cori